# ساچیکو موراسه
ساچیکو موراسه (به ژاپنی: 村瀬幸子 Murase Sachiko) (۲۱ مارس ۱۹۰۵ – ۹ اکتبر ۱۹۹۳) یک بازیگر ژاپنی بود. او در بیش از ۶۰ فیلم بین سالهای ۱۹۳۱ تا ۱۹۹۱ ظاهر شد. از فیلم‌های او می‌توان به راپسودی در ماه اوت اشاره کرد.